# Amesbury
Amesbury es una localidad inglesa del condado de Wiltshire situada a 13 km al norte de Salisbury y próxima a Stonehenge. Fue fundada en el año 976 en el mismo lugar donde antes había un convento.

## Historia
En el siglo XVII apareció por primera vez en los mapas como Ambersbury. Hay gente que comenta que el origen del nombre de la ciudad se debe a un homenaje a Ambrosius Aurelianus, líder de la resistencia romano-británica contra las invasiones sajonas del siglo V. Amesbury también está asociada a la leyenda del Rey Arturo: el convento en el cual se refugió Ginebra tras la muerte del rey en la batalla de Camlann era de convento de Amesbury.
A 1.6 km al oeste del municipio se ubica un fuerte de la edad de hierro, hoy en día preso de la maleza. Este fuerte es conocido en la región como el campo de Vespasiano. Nunca fue excavado.
En 2002 fue descubierto cerca de la localidad, el campo fúnebre más lujoso de la Edad del Bronce jamás hallado en Gran Bretaña. Los restos de dos hombres, supuestamente pertenecientes a la aristocracia, estaban acompañados por más de 100 objetos entre los que se encontraron puntas de flechas, cuchillos de cobre y pendientes de oro. El ocupante de la tumba más valiosa en decoración pasó a ser conocido como el "Arquero de Amesbury". La prensa local le llamó el "Rey de Stonehenge", aunque no exista ningún nexo específico entre la tumba con el monumento prehistórico.